# Ruckers

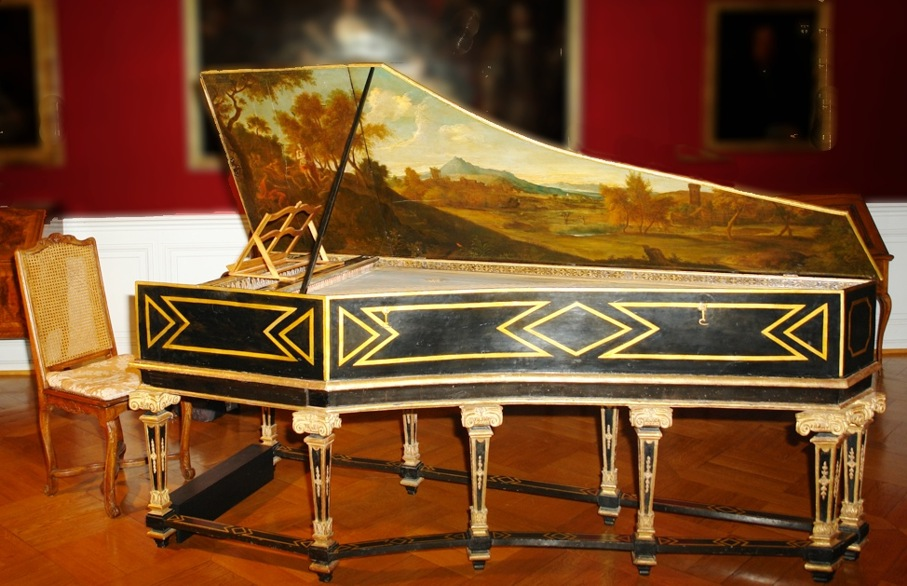
Een klavecimbel van Ruckers

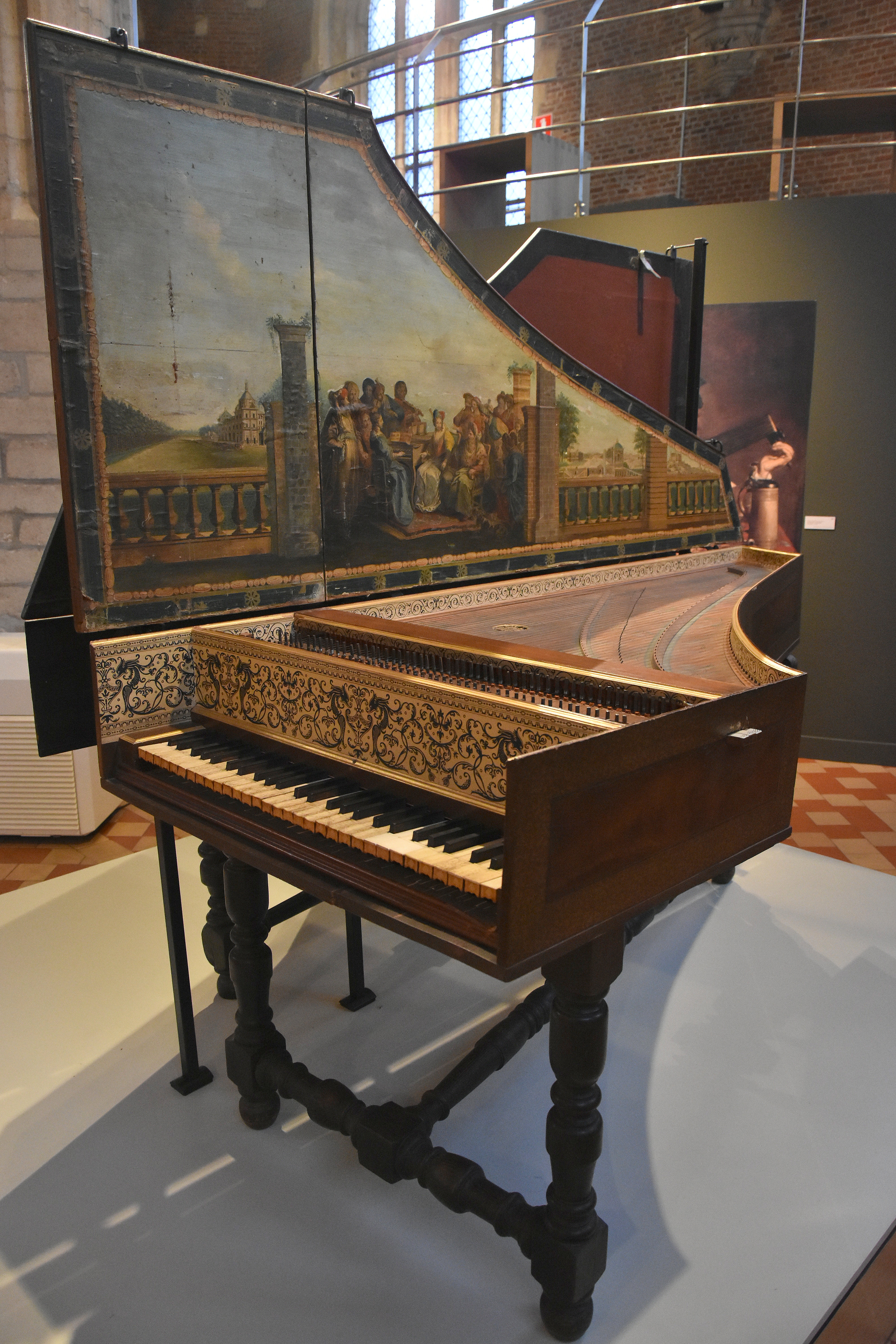
Een klavecimbel uit 1646 van Andreas Ruckers (I en/of II) in het Vleeshuis (Antwerpen)

De Ruckers waren de bekendste klavecimbelbouwers in het Antwerpen van de 16de en 17de eeuw. Ze hebben zeer aanzienlijk bijgedragen tot de technische ontwikkeling van het klavecimbel en waren pioniers in het toevoegen van een tweede klavier. Hun reputatie is van die aard dat ze wereldwijd beschouwd worden als even belangrijk voor de klavierinstrumenten als Stradivarius dat was voor de snaarinstrumenten. Een van Ruckers' klavecimbels (Collectie Museum Vleeshuis (Antwerpen)) is erkend als topstuk en behoort tot de Collectie Vlaanderen.

## De Familie
Hans Ruckers (1533/40-1598) stamde zeer waarschijnlijk uit een Duitse familie. Een Arnold Rucker was rond 1520 orgelbouwer in Weissenburg. Hans Ruckers was in Mechelen geboren en kwam in 1575 naar Antwerpen. Hij geldt als de stichter van de dynastie. Hij trouwde er dat jaar in de kathedraal met Adriana Cnaeps. In 1579 werd hij als instrumentenbouwer opgenomen in de Sint-Lucasgilde en in 1594 werd hij poorter van Antwerpen. Het gezin had elf kinderen, onder wie twee zoons die eveneens instrumentenbouwer werden.
Ruckers, die in de buurt woonde van Peter Paul Rubens, signeerde zijn instrumenten door zijn initialen HR te verwerken in een medaillon. De van hem overgebleven instrumenten zijn virginalen, onder meer bewaard in musea in Berlijn, Brugge, New York, Parijs en Yale University. Hij was ook orgelbouwer maar niets van dit werk is overgebleven.
Joannes Ruckers (15 januari 1578 – 29 september 1642), de oudste zoon, volgde zijn vader op in het familie-atelier en werd in 1611 lid van de Sint-Lucasgilde. Hij stond onder meer in voor de onderhoud van verschillende kerkorgels in Antwerpen. Hij signeerde met IR midden een medaillon. Hij werkte onder meer voor de aartshertogen Albrecht en Isabella. Zijn neef Joannes Couchet kwam bij hem werken in 1627. Circa 35 van de door hem gebouwde instrumenten zijn tot heden bewaard.
Andreas (I) Ruckers (30 augustus 1579 – na 1645) werkte eerst samen met zijn broer maar stichtte in 1608 zijn eigen atelier. Hij trouwde in 1605 en had minstens drie kinderen. De instrumenten die hij bouwde en die bewaard zijn gebleven, zijn gedateerd uit 1607 tot 1644 en zijn zowat over de hele wereld verspreid.
Andreas (II) Ruckers (31 maart 1607 - voor 1667), zoon van Andreas I, werd in 1637 lid van de Sint-Lucasgilde. Hij werkte samen met zijn vader, die hij amper drie jaar overleefde. Getrouwd met Joanna Hechts, met wie hij zes kinderen had. Zij stierf aan de pest in 1653. Er zijn zeven door hem gebouwde instrumenten bewaard en bevinden zich in verzameling verspreid over de wereld. Hij was de laatste Ruckers.
Anna Catherina Ruckers (1615 - na 1672), dochter van Andreas I Ruckers, trouwde opeenvolgend met Carolus Couchet en met de schilder van stillevens Jan Davidsz. de Heem met wie ze in 1644 in het huwelijk trad.
Joannes Couchet, (2 februari 1615 - 30 maart 1655), stichter van de Couchettak, was de zoon van Catharina Ruckers. Hij werkte in het atelier van zijn oom Johannes tot aan diens dood in 1642 en nam toen de opvolging. Het jaar daarop werd hij lid van de Sint-Lucasgilde. Hij werd nog befaamder dan de Ruckers. Verschillende van zijn kinderen traden in zijn voetsporen, alhouwel ze niet meer dezelfde reputatie konden hoog houden.

### Galerij

Het medaillon met initialen identificeert de bouwer
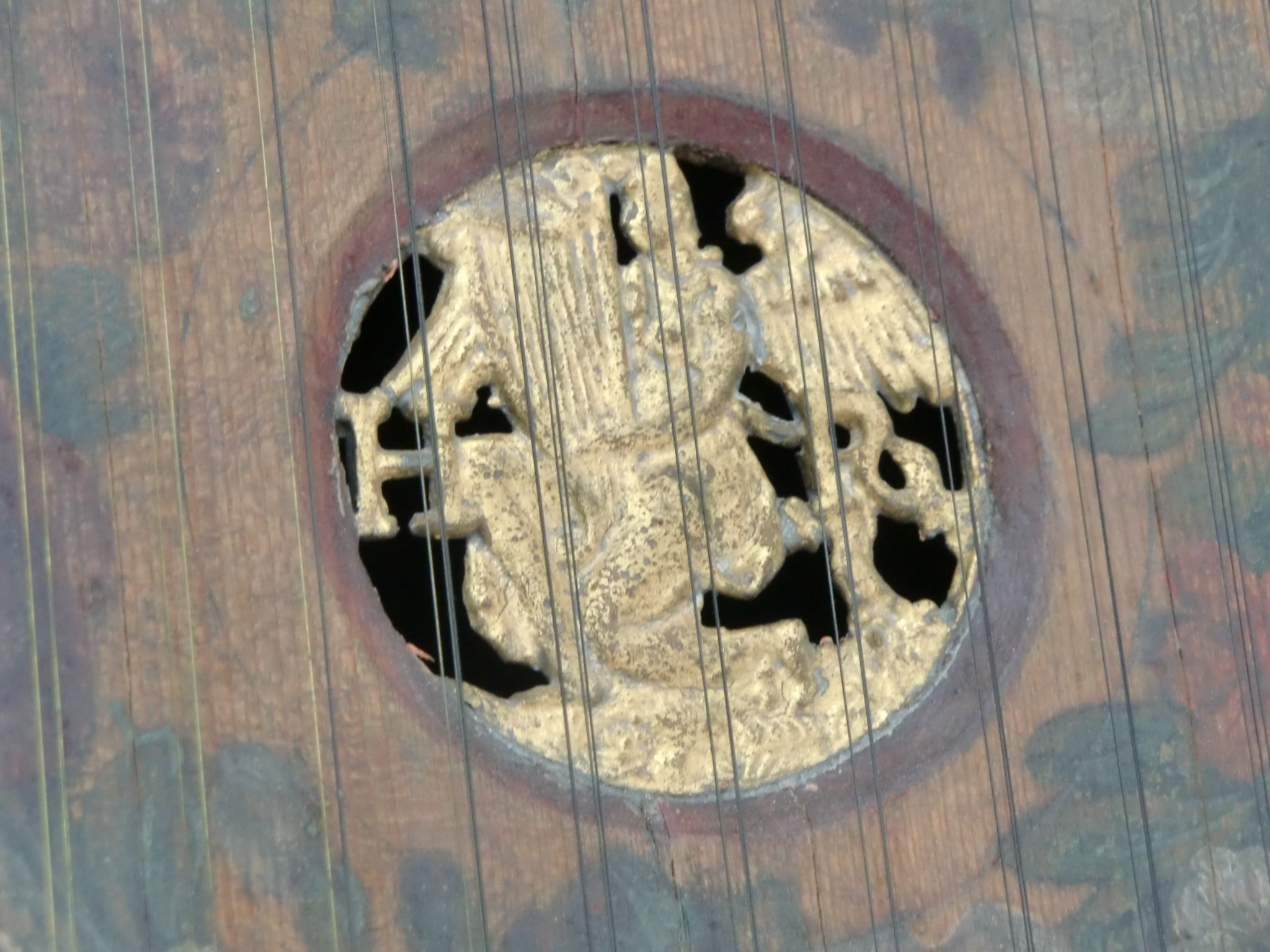
Hans Ruckers (HR)
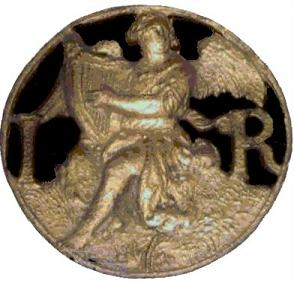
Ioannes Ruckers (IR)

De Ruckers bouwden een ganse reeks virginalen
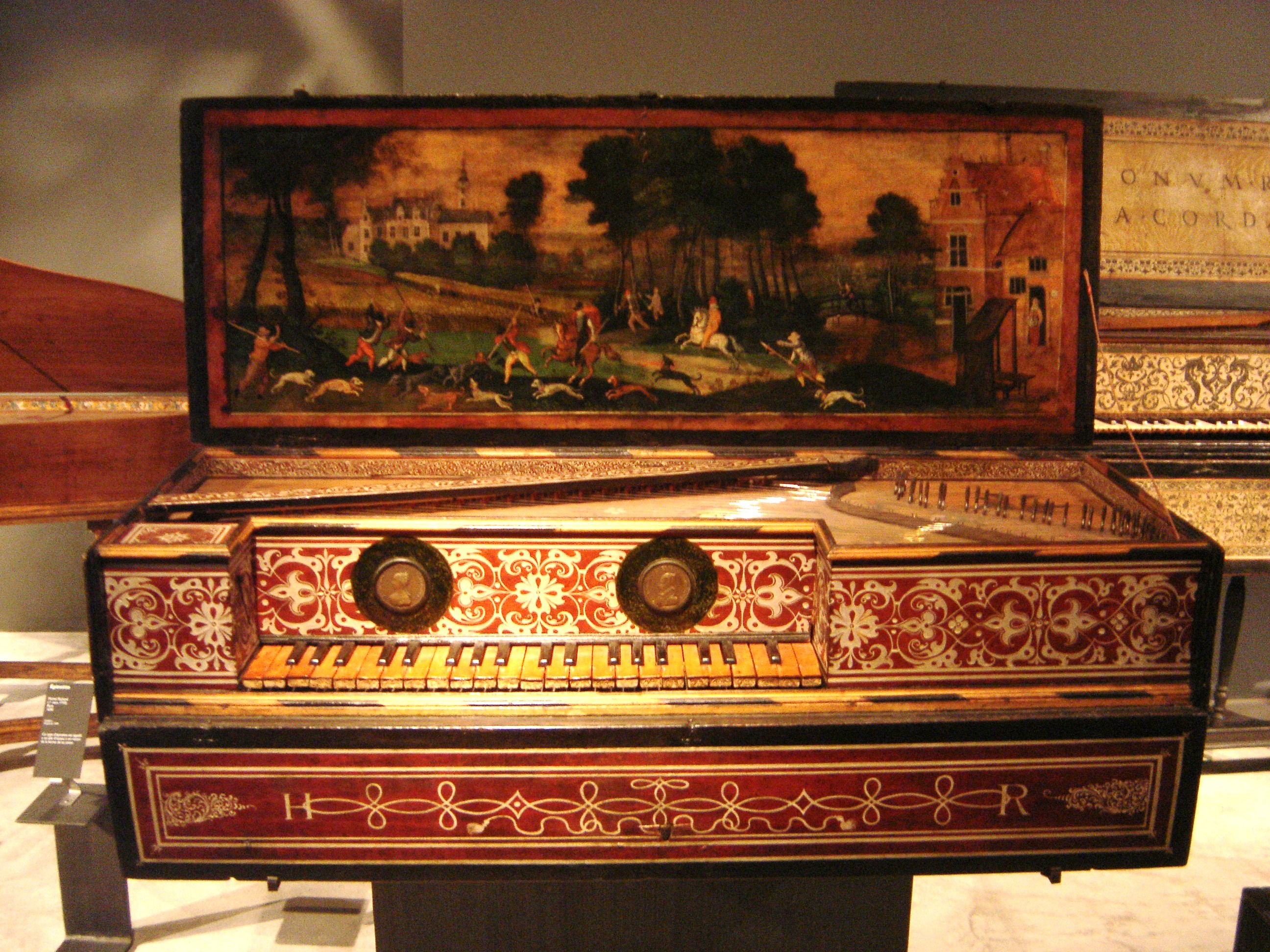
Hans Ruckers 1583 Virginal à la quinte Parijs, Musée de la musique
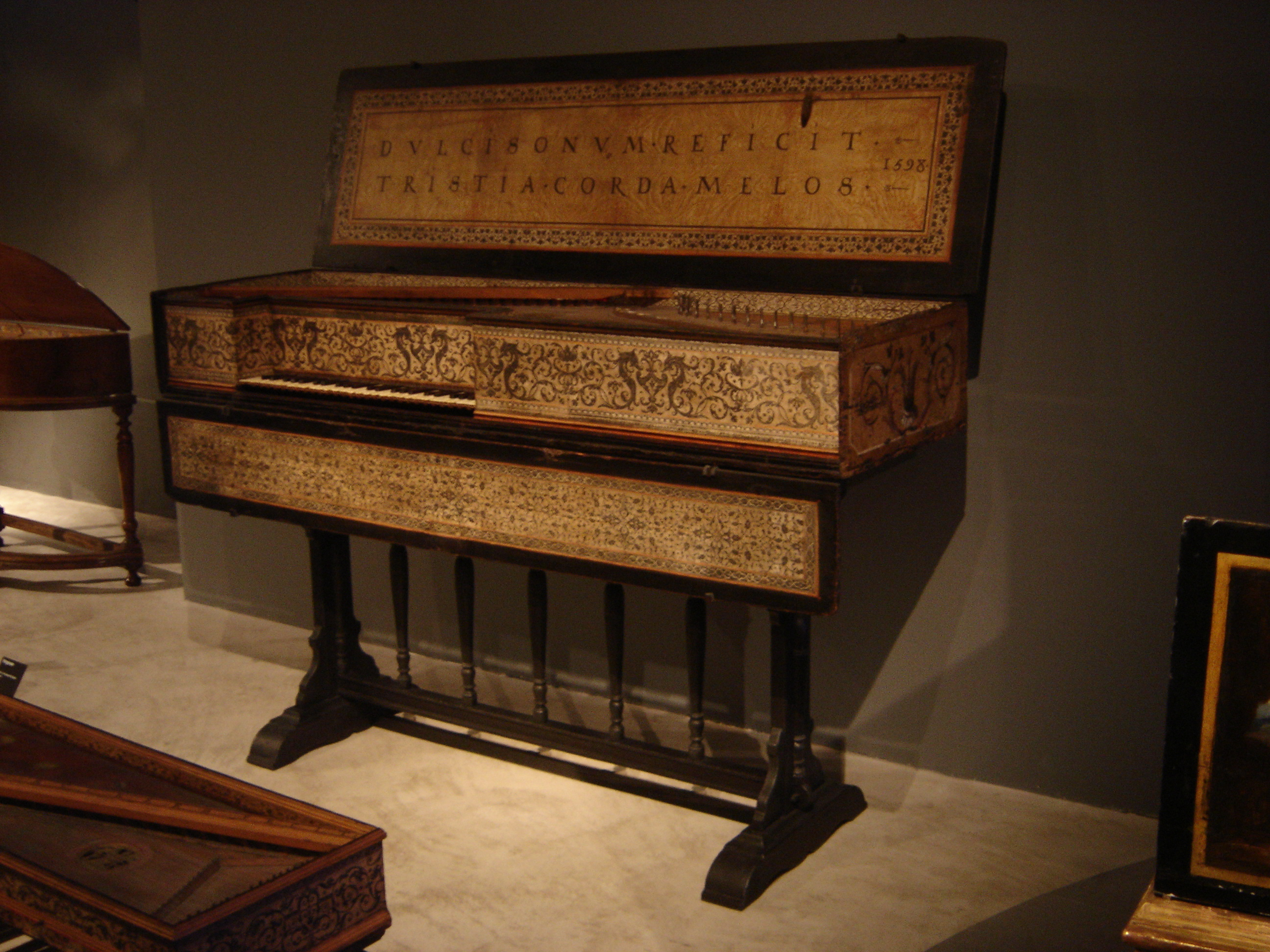
Hans & Ioannes Ruckers 1598 Groot virginaal Parijs, Musée de la Musique
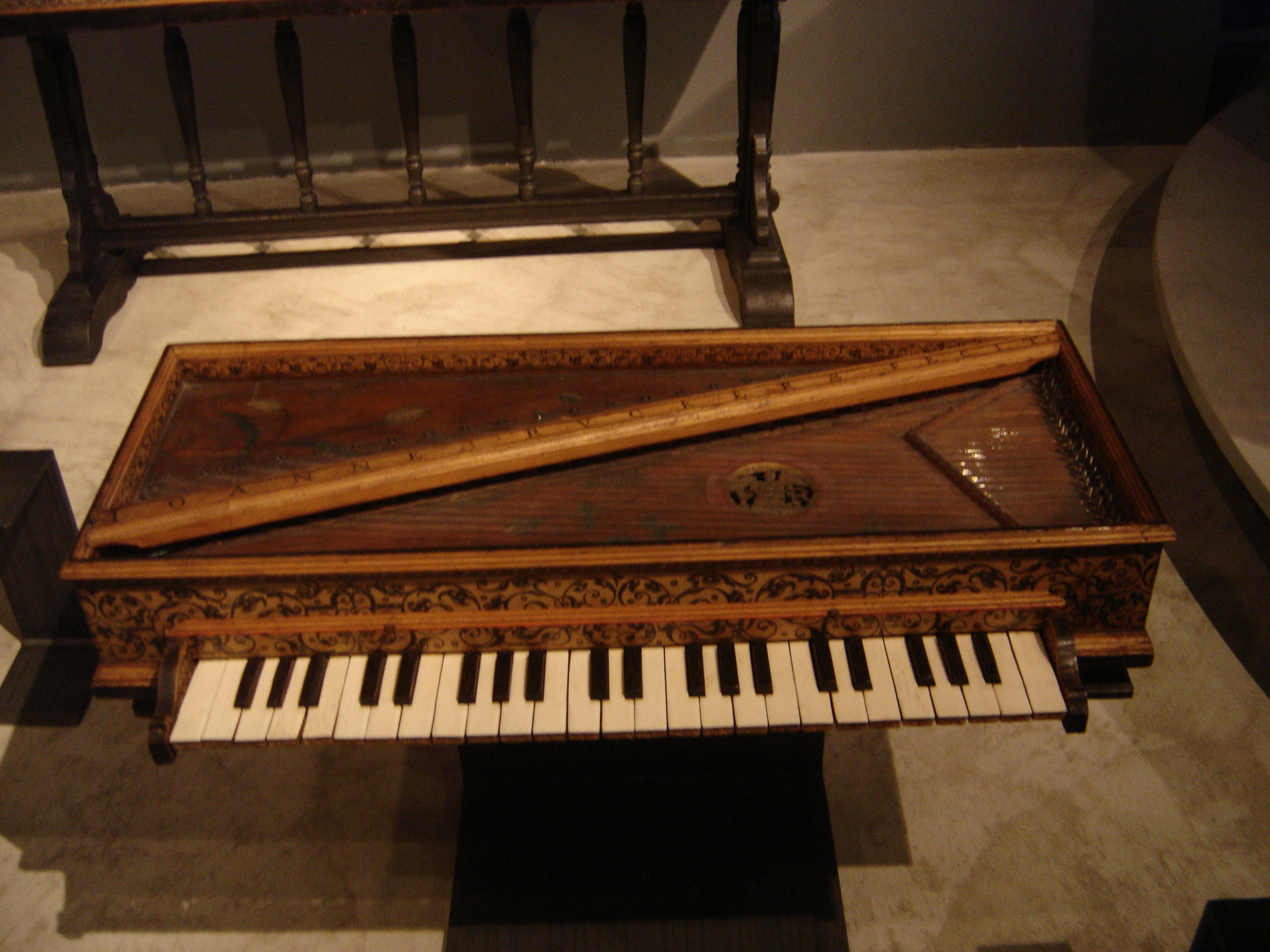
Ioannes Ruckers 1618 Virginal à l'octave Parijs, Musée de la Musique

De 17de eeuw is de grote periode voor de Ruckers klavecimbels
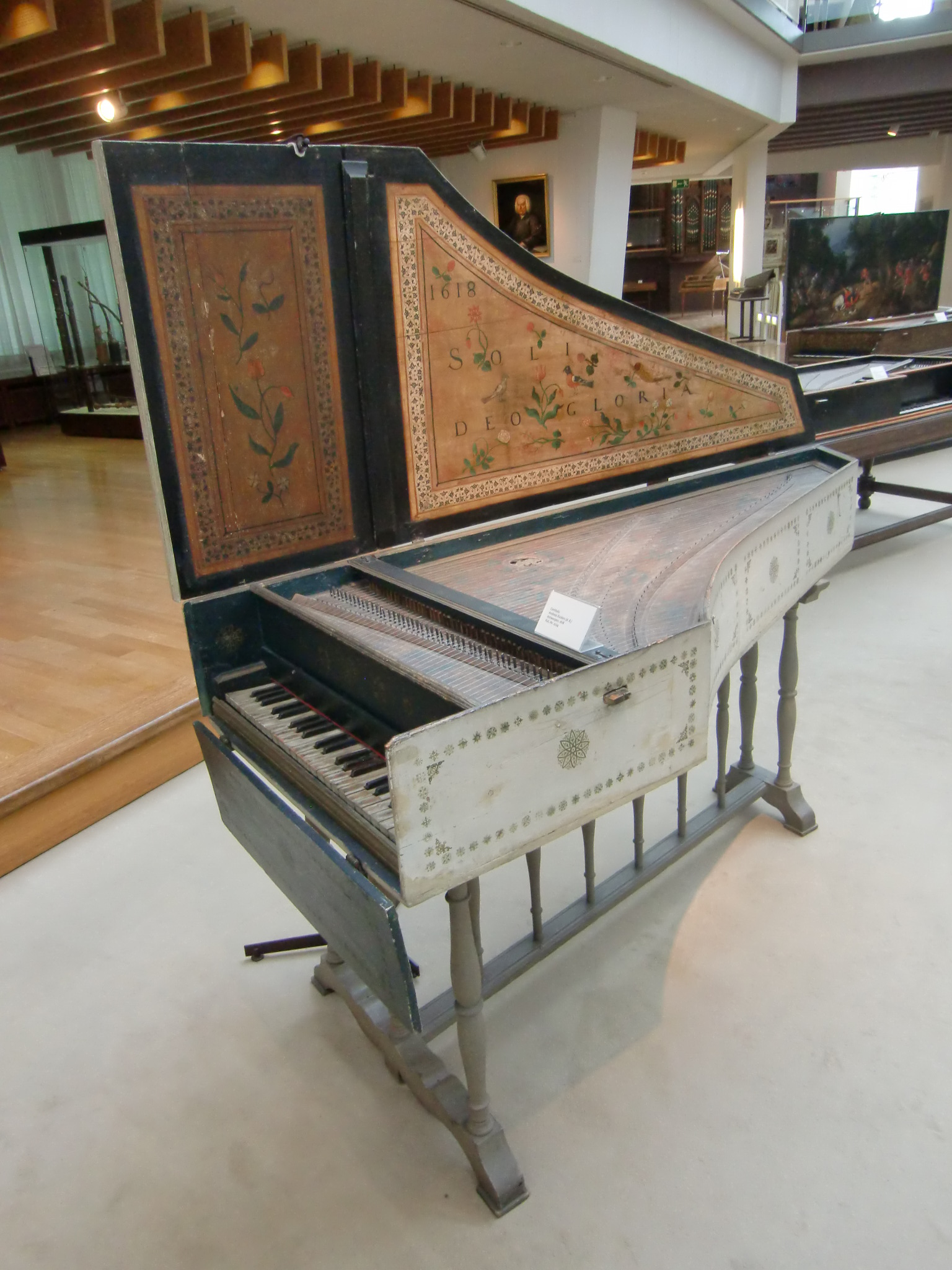
Andreas Ruckers 1618 Berlijn, Musikinstrumentenmuseum
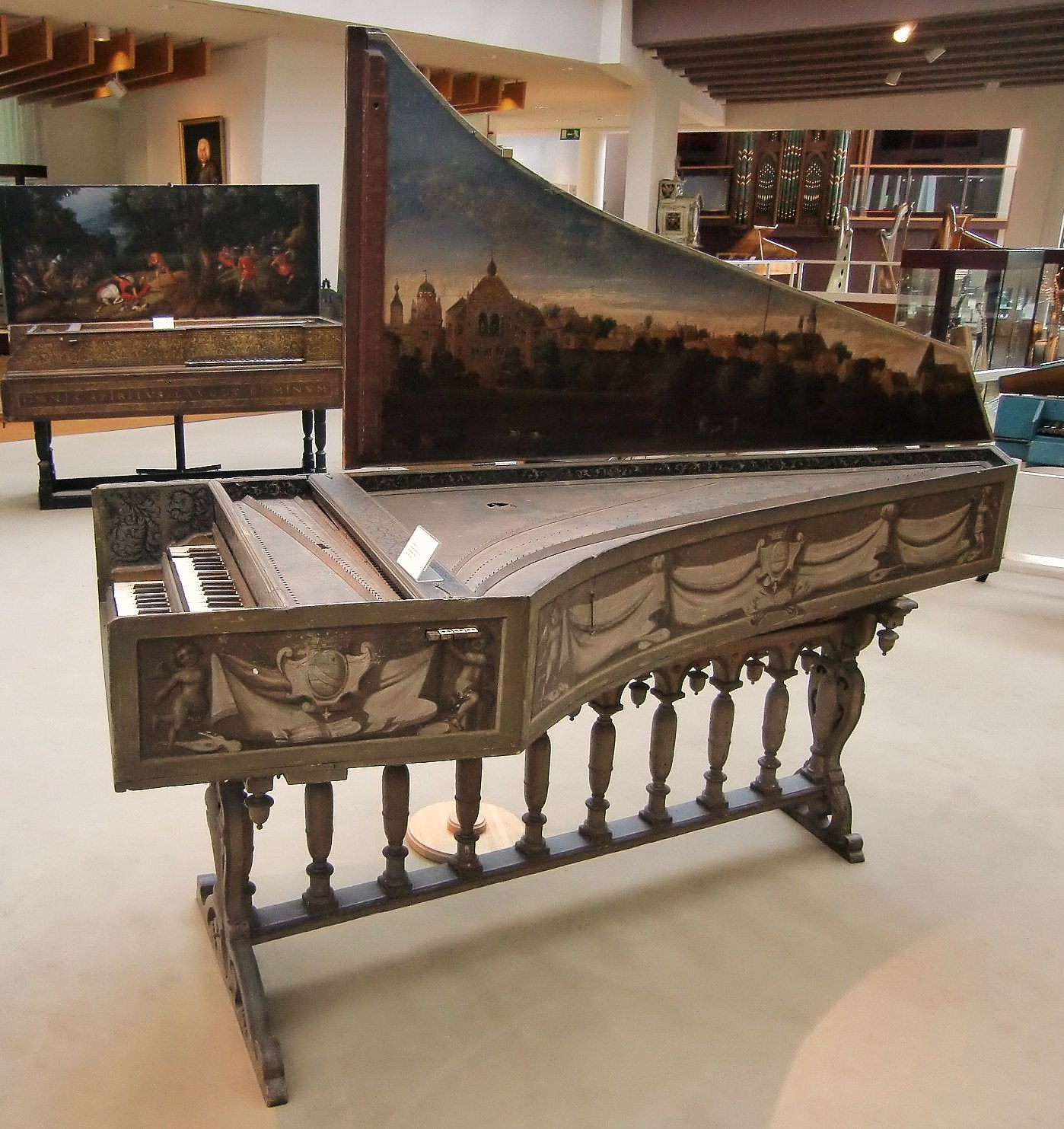
Andreas Ruckers 1620 Berlijn, Musikinstrumentenmuseum
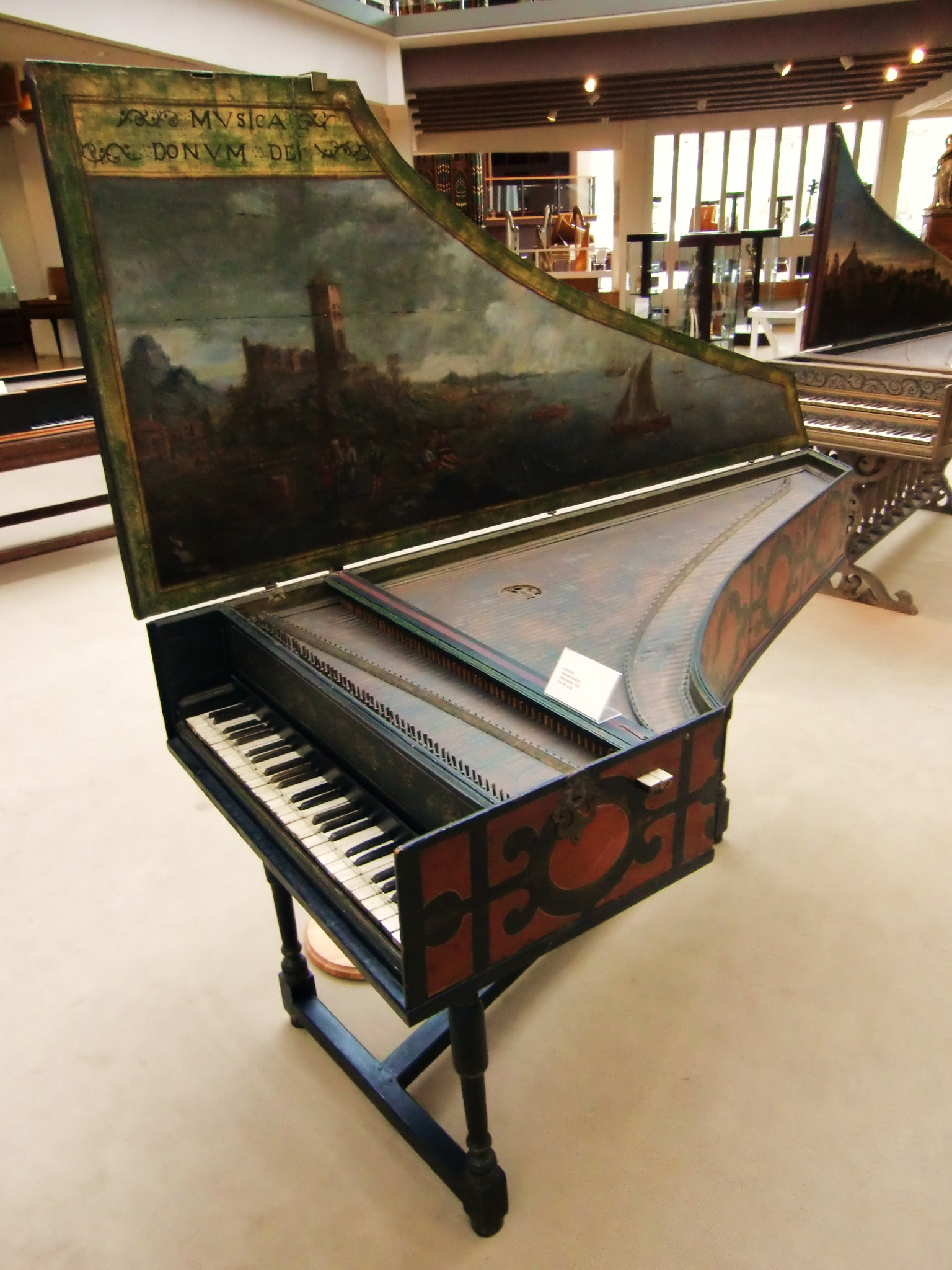
Ioannes Ruckers 1627 Berlijn, Musikinstrumentenmuseum
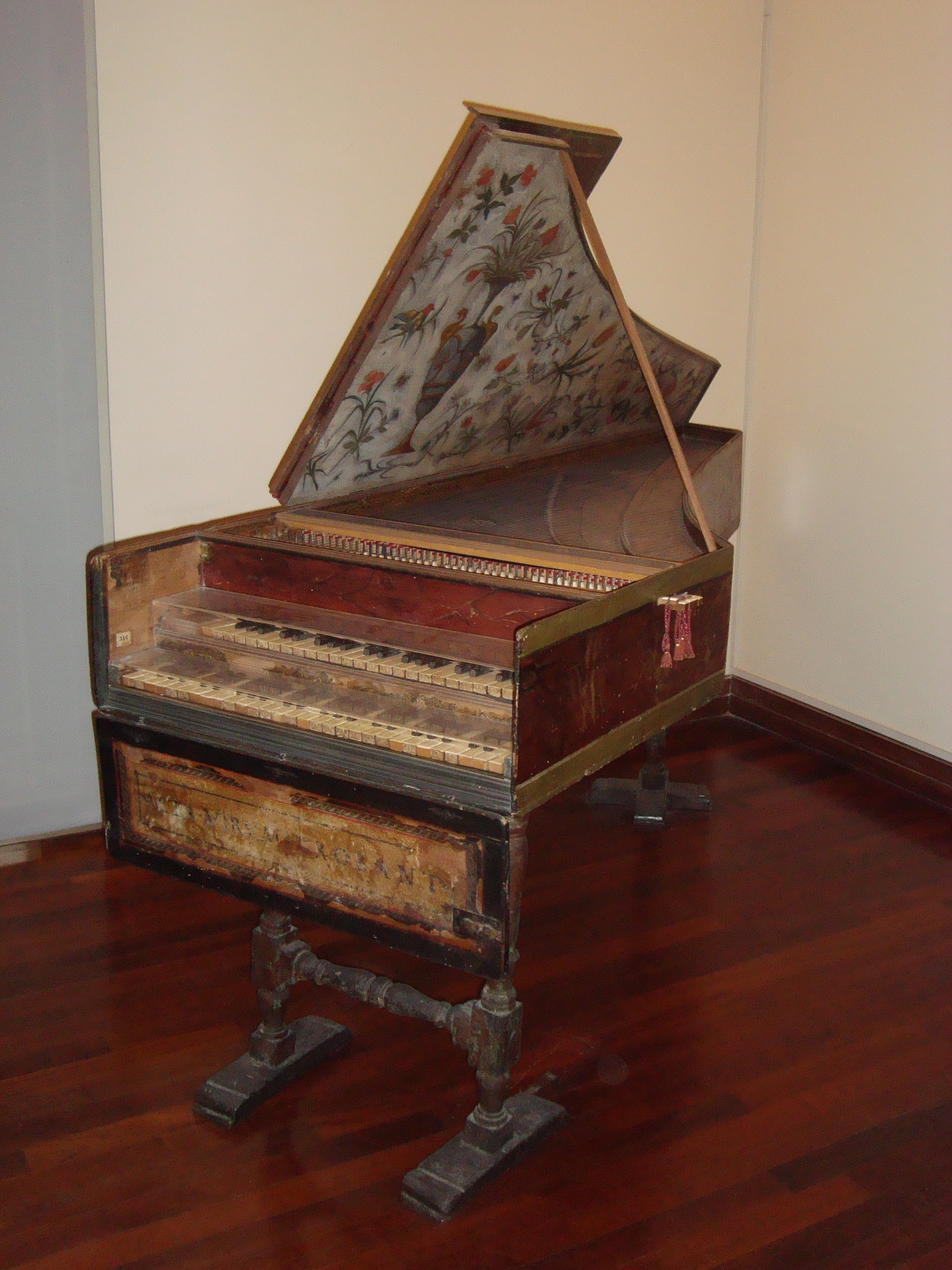
Ioannes Ruckers 1637 Rome, Nationaal muziekinstrumentenmuseum

## Klavierinstrumenten

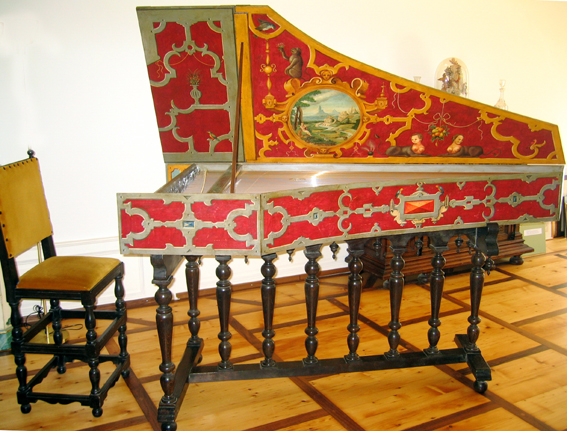
Een copie van een klavecimbel uit de school van Ruckers

Van de instrumenten die over de periode 1580 tot 1680 door de familie Ruckers - Couchet werden gebouwd, hebben er ongeveer 130 de tijd doorstaan. Met hun grote kwaliteit en veelsoortige vormgeving zijn ze representatieve voorbeelden van de Vlaamse instrumentenbouw uit die tijd. Het gaat om klavecimbels met één of twee klavieren, maar ook om spinetten, virginalen en muselaars. De meest zeldzame zijn de 'Moeder en Kind' klavecimbels, hetzij twee afzonderlijke instrumenten die door dezelfde persoon gelijktijdig kunnen bespeeld worden.
De opmerkelijke klank van de klavecimbels van Ruckers en Couchet evenals hun sierlijke vormgeving en rijke afwerking, maakten er begeerde instrumenten van. Adel en bekende kunstenaars wilden in de 17de en de 18de eeuw graag zo een instrument in hun bezit hebben.
In de achttiende eeuw werden Ruckersinstrumenten vaak verbouwd, vooral door Franse bouwers die er allerhande uitbreidingen en toevoegingen aan deden.
Tot op vandaag, dankzij de revival van de belangstelling voor het klavecimbel en de andere oude klavierinstrumenten, worden er replica's van gemaakt.

## Weetje
De asteroïde Ruckers werd naar Hans Ruckers genoemd.